# 熱帯夜 (THE YELLOW MONKEYの曲)
「熱帯夜」（ねったいや）は1994年7月21日に発売されたTHE YELLOW MONKEY4枚目のシングル。発売元は日本コロムビア・トライアドレーベル。

## 概要
- デビューから3年間は思うように売れず、メンバーはスタッフとミーティングを重ねた。当時のディレクターである宗清裕之の「10万枚で終わるか、オリコン1位を目指すのか」という質問に対し、メンバーは「オリコン1位」と返答し、これを機によりヒットを意識したチャート向けな楽曲作りに路線変更する。その第1弾となったロックナンバーが「熱帯夜」であった[1]。
- バンド初のタイアップがついたこともあり、順位は前作から大きくランクアップし、59位となった。しかし、ベスト10に入るつもりで作ったこともあり、メンバーはショックを受けていたという[1]。

## 収録曲
1. 熱帯夜
（作詞・作曲：吉井和哉 / 編曲：THE YELLOW MONKEY）
TBS系『所さんのワーワーブーブー』エンディングテーマ。
2. LOVERS ON BACKSTREET
（作詞・作曲：吉井和哉 / 編曲：THE YELLOW MONKEY）
インディーズアルバム『Bunched Birth』収録曲の再レコーディング。歌い方が若干変わっている箇所がある。
3. 熱帯夜 (T.V.MIX)
（作曲：吉井和哉 / 編曲：THE YELLOW MONKEY）

## 収録作品
＃1. 熱帯夜
- 『smile』（1995年2月1日）
- 『TRIAD YEARS actII〜THE VERY BEST OF THE YELLOW MONKEY』（1997年4月19日）
- 『TRIAD COMPLETE BOX』（1997年12月10日）
- 『THE YELLOW MONKEY SINGLE COLLECTION』（1998年12月10日）
- 『MOTHER OF ALL THE BEST』（2004年12月8日）
- 『Romantist Taste 2012』（2012年10月10日）※ライブテイク
- 『Live Loud』（2021年2月3日）DISC2 ※ライブテイク

＃2. LOVERS ON BACKSTREET
- 『Bunched Birth』（1991年7月21日）※オリジナルバージョン
- 『TRIAD YEARS actII〜THE VERY BEST OF THE YELLOW MONKEY』（1997年4月19日）
- 『TRIAD COMPLETE BOX』（1997年12月10日）
- 『MOTHER OF ALL THE BEST』（2004年12月8日）
- 『Live Loud』（2021年2月3日）DISC2 ※ライブテイク